# Naturschutzgebiet Sälbecke

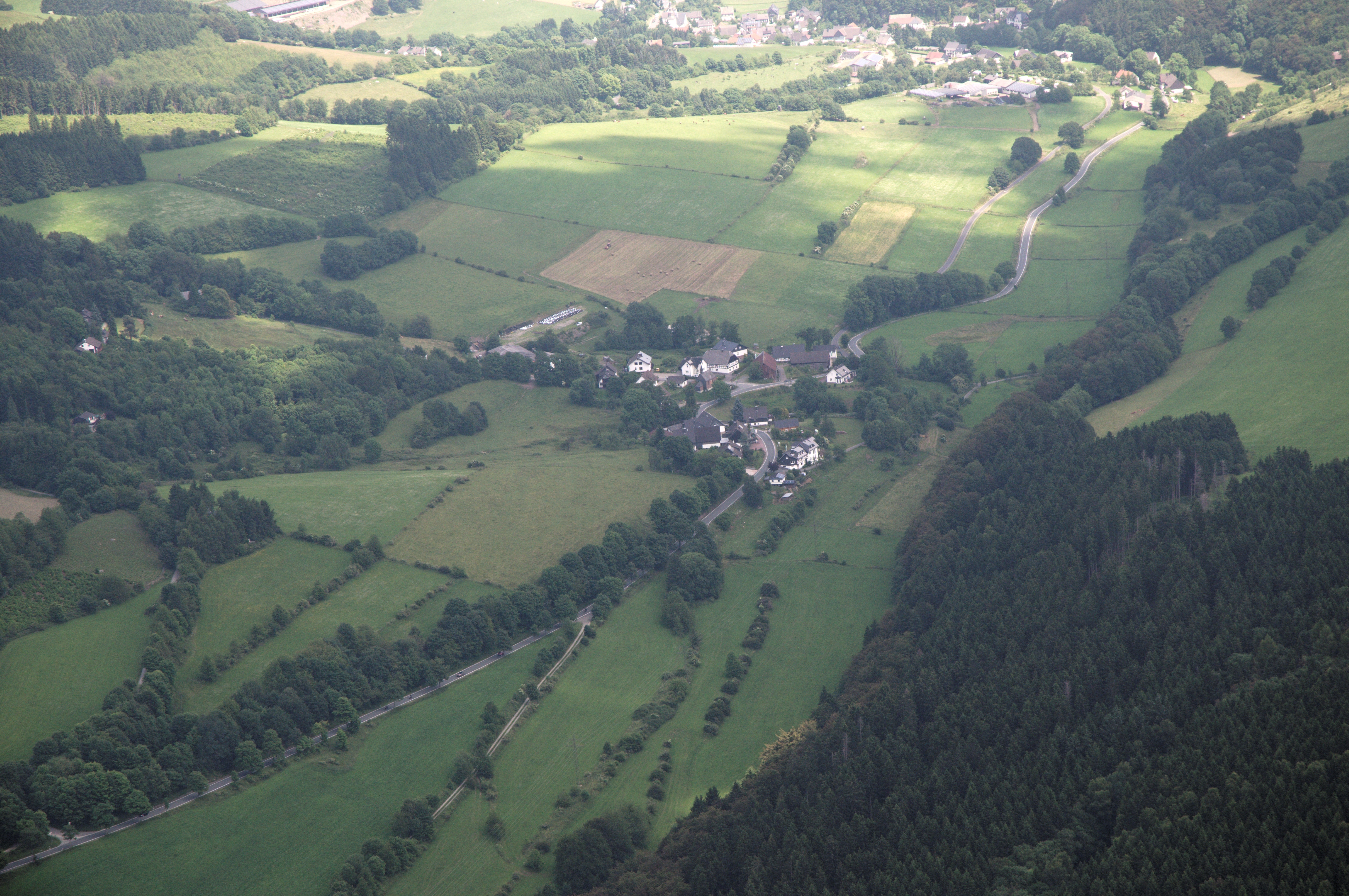
Naturschutzgebiet Sälbecke links neben Wissinghausen

Das Naturschutzgebiet Sälbecke mit einer Größe von 5,31 ha liegt westlich von Wissinghausen im Stadtgebiet von Medebach. Es wurde 2003 mit dem Landschaftsplan Medebach durch den Hochsauerlandkreis als Naturschutzgebiet (NSG) ausgewiesen. Das NSG ist Teil des Europäischen Vogelschutzgebiets Medebacher Bucht. Es beginnt am westlichen Dorfrand von Wissinghausen. Das NSG grenzt im Norden an das Landschaftsschutzgebiet Medebach und im Westen und Nordosten an das Landschaftsschutzgebiet Medebacher Norden: Düdinghauser Hochmulde, Talräume und Hangflächen an.

## Gebietsbeschreibung
Im NSG handelt es sich um das Muldental des Baches Sälbecke mit seinen Grünlandbereichen. Im Talgrund finden sich der Quellbereich des Baches und auch Bereiche mit Nass- und Feuchtgrünland. Am Hangbereich befinden sich Magerweiden mit Gebüsch. 

## Pflanzenarten im NSG
Im NSG kommen gefährdete Pflanzenarten vor. Das Landesamt für Natur, Umwelt und Verbraucherschutz Nordrhein-Westfalen dokumentierte im Schutzgebiet Pflanzenarten wie Bachbunge, Blutwurz, Brennender Hahnenfuß, Echtes Labkraut, Echtes Mädesüß, Geflecktes Johanniskraut, Gewöhnlicher Blutweiderich, Kleine Bibernelle, Kleiner Baldrian, Kleiner Wiesenknopf, Kleines Habichtskraut, Magerwiesen-Margerite, Moor-Labkraut, Rundblättrige Glockenblume, Sumpf-Dotterblume, Sumpf-Veilchen, Sumpf-Vergissmeinnicht, Sumpf-Weidenröschen, Teich-Schachtelhalm, Wald-Engelwurz und Zottiges Weidenröschen.

## Schutzzweck
Das NSG soll das Tal mit seinem Grünland und seinem Arteninventar schützen. Wie bei allen Naturschutzgebieten in Deutschland wurde in der Schutzausweisung darauf hingewiesen, dass das Gebiet „wegen der Seltenheit, besonderen Eigenart und Schönheit des Gebietes“ zum Naturschutzgebiet erklärt wurde.